# Halotriquita
La halotriquita es un mineral de la clase de los minerales sulfatos, y dentro de esta pertenece al llamado "grupo de la halotriquita". Fue descubierta en 1839 por el geólogo alemán Ernst Friedrich Glocker (1793-1858) y su nombre viene del latín halotrichum, que significa "cabellera de sal", en alusión a su característico hábito. Sinónimos poco usados son: alotriquita, sal capilar, alumbre de hierro o alumbre de pluma.

## Características químicas
Este alumbre un sulfato muy hidratado de hierro y aluminio, siendo el equivalente con hierro de la apjohnita, otro mineral también del grupo de la halotriquita pero como manganeso.

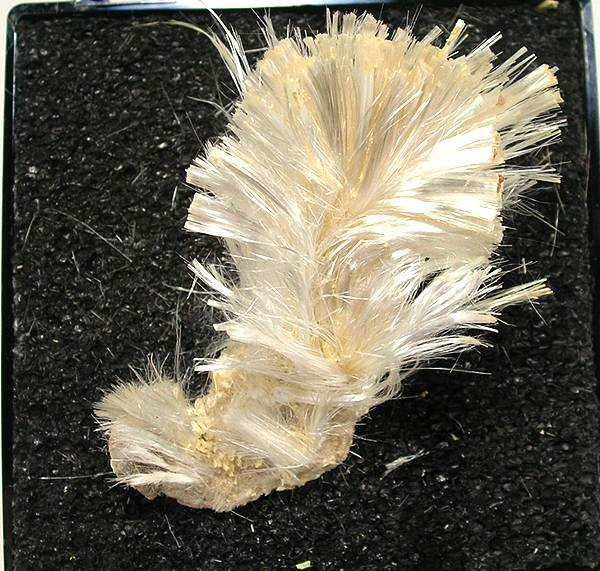
Hábito fibroso.

Forma una serie de solución sólida con la pickengerita (MgAl2(SO4)4·22H2O), en la que la sustitución gradual del hierro por magnesio va dando los distintos minerales de la serie.

## Formación y yacimientos
Se encuentra en forma de inflorescencias en yacimientos minerales de sulfuros expuestos a la intemperie, así en zonas de oxidación de carbón con pirita, con acumulaciones persistentes en áreas de clima árido.
También se ha encontrado en forma de precipitado alrededor de las fumarolas volcánicas.
Se encuentra ampliamente distribuido por todo el mundo, aunque donde aparece lo hace en cantidades muy pequeñas por lo que no se puede decir que sea importante como mena del hierro en minería.
Suele encontrarse asociado a otros minerales como: melanterita, copiapita, yeso, epsomita o alunógeno.